# インドとカナダの関係
インドとカナダの関係（ヒンディー語: भारत-कनाडा संबंध, 英語: Canada–India relations, フランス語: Relations entre le Canada et l'Inde）では、インドとカナダの二国間関係について述べる。カナダ政府によれば、両国間の関係は、「両国が負う民主主義への責任」「文化多元主義」「人々のつながり」に基づいている。2022年のインドとカナダとの間の貿易額は、151億4,000万カナダドルだった。

## 歴史

### 19世紀
1858年、ヴィクトリア女王は、インドの人々が帝国の全域において、肌の色、信条、人種によって差別を受ける事はなく、白人と同等の権利を享受する事を宣言した。当時、カナダとインドのどちらもイギリスの王冠のもとにあった事から、英印軍の退役軍人たちは、新生活をはじめるべく、カナダに移住した。しかし、移住した彼らは、人種差別に見舞われた。彼らの多くは人口過疎地域だったカナダ西部に定住し、その軍歴から法執行官になる者や、樵として森林の伐採に従事する者、製材所を経営する者もあらわれた。しかし、ヨーロッパ系カナダ人との人種間関係は緊張をはらんだ物だった。白人優先の社会経済システムは、いろいろな障害を設ける事で、人種化と最低限の直接な接触（人種による制限など）に変わりがない事を保障した。21世紀に入っても、この力学はカナダ国内で暗黙的もしくは明示的に続いており、大陸間の対外的な友好関係もまた同様の力学をはらんだ物となっている。

### 20世紀

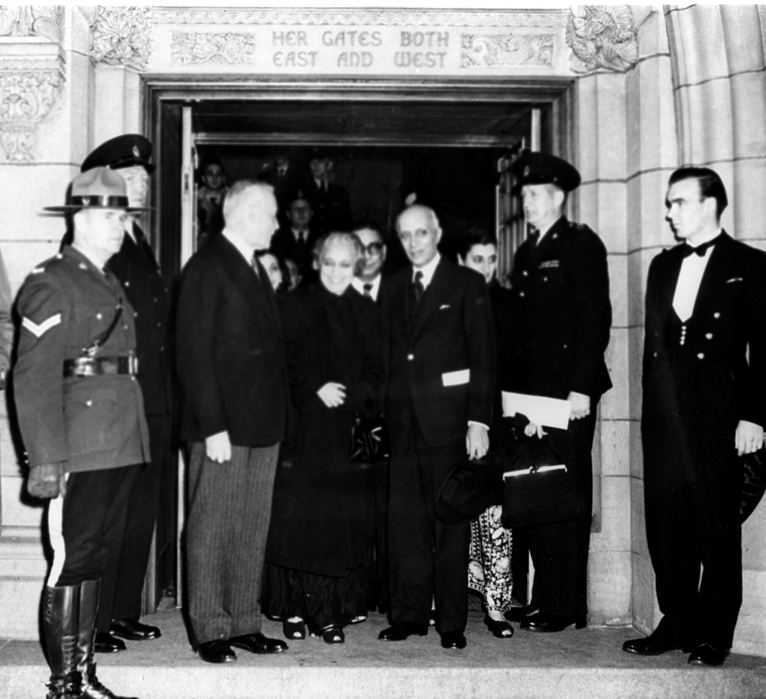
カナダ議会の合同会議での演説を終えて、庶民院の議場から退出するインドのジャワハルラール・ネルー首相、1949年

1940年代および1960年代に活躍した、ルイ・サンローランとレスター・B・ピアソンの両首相とインドのジャワハルラール・ネルー首相との個人的な結びつきにより、カナダとインドの関係は強化された。国際連合やイギリス連邦においては、朝鮮戦争の休戦協定やスエズ危機などの多くの問題について、インドとカナダの間における関心や取り組みが一致した。1951年、カナダによるインドへの援助計画が開始され、コロンボ・プランの下に大きく拡大した。カナダはインドに対し、食糧援助やプロジェクト・ファイナンス、技術援助を供与した。過去50年の間、インドはカナダによる二国間援助の最大の被援助国のひとつであり、総額は38億カナダドルを超えた。1960年代、カナダは、コロンボ・プランを介して、クンダ水力発電所の建設計画を支援した。
インドとカナダの関係は、1974年5月「微笑むブッダ」のコードネームのもとで行われた核実験をきっかけに悪化した。インドではじめての核兵器の製造に用いられた核分裂物質が、カナダが供与したCIRUS原子炉によって生成された物であるという指摘を受けて、1976年、カナダ政府は、インドおよびパキスタンとの二国間原子力協力関係を解消した。以降のカナダは、核拡散防止条約（NPT）および包括的核実験禁止条約（CTBT）に調印の上、国際原子力機関（IAEA）の査察の下で、自国の原子力エネルギー計画について全面的な保障措置をとる国のみと原子力協力を行う旨を決議した。インドおよびパキスタン両国とも、NPTへの調印を一貫して拒み、このような条約の調印は自国の主権侵害になるとして国際連合決議にも反対票を投じている。1997年2月初め、インドのインドラ・クマール・グジュラール外相は、「インドは核兵器廃絶に向けたどのような取り組みも支持するが、この条約は包括的な物ではなく、特定の種類の核実験のみしか禁じていないと考える」として条約に反対するインドの立場を表明した。当時のカナダは、インドとパキスタンが条約に調印するまで両国との原子力協力を拒む立場を堅持しており、両国関係の懸案となっていた。しかし、2010年、原子力協定が両国の間で締結され、新たな協力の時代がはじまった。2015年には5年間の契約で、3,000トンのウラン精鉱をインドに提供する新たな継続協定が締結された。
1949年10月24日、ジャワハルラール・ネルーがカナダ議会の合同会議で演説した初のインド首相となったのに続き、1973年6月19日、娘のインディラ・ガンディーが2人目のインド首相として合同会議で演説した。

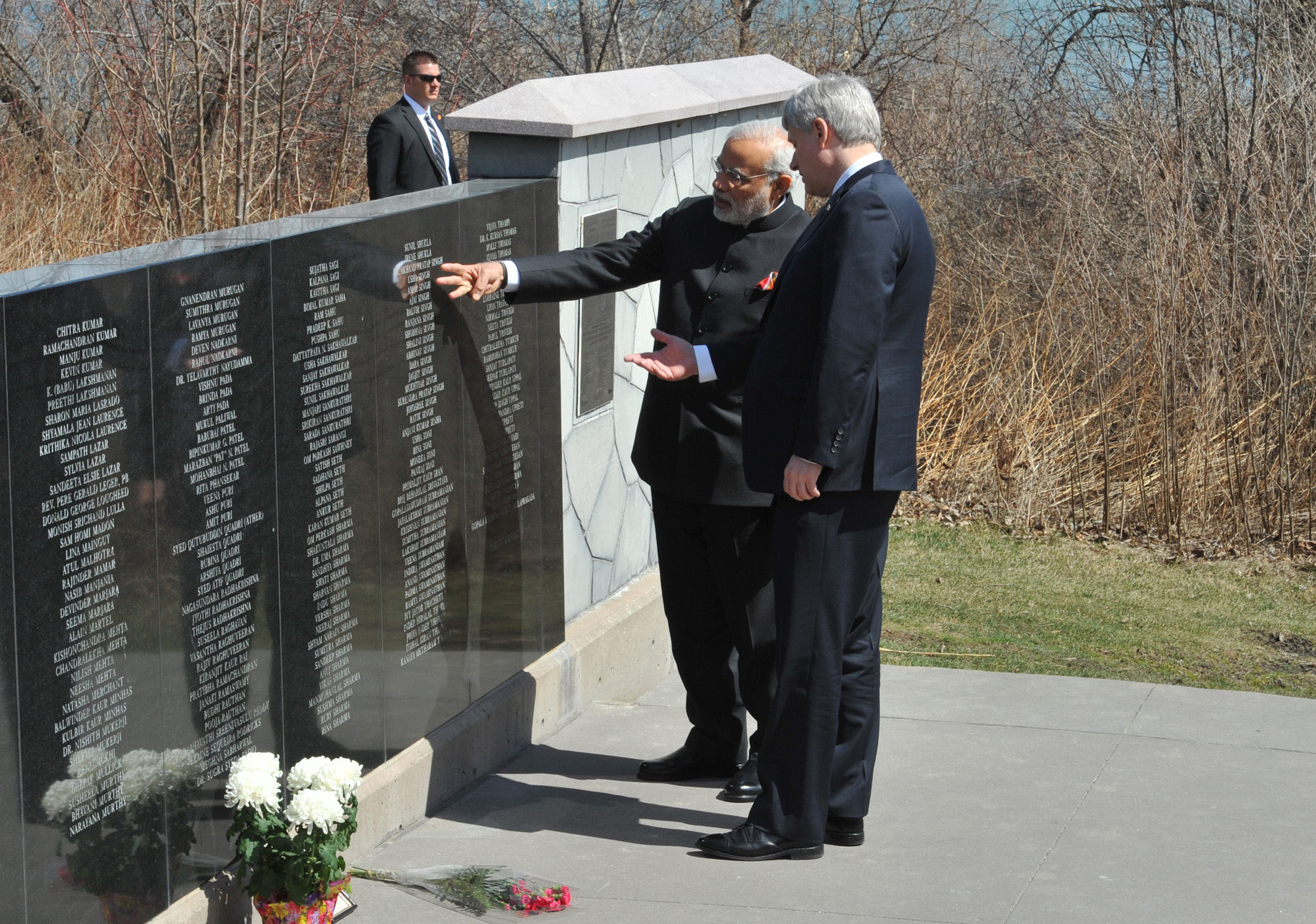
トロントのエア・インディア182便爆破事件記念碑を訪れたカナダのスティーヴン・ハーパー首相とインドのナレンドラ・モディ首相、2015年

1985年にシーク教徒の分離主義者によって起こされたエア・インディア182便爆破事件をきっかけに、カナダとインドの両国は、カナダ・インド戦略対話の年次会議やテロ対策に関するカナダ・インド作業部会の定例会などを通じて、テロ対策に関する二国間対話を継続している。
1990年代、インドが大規模な経済改革に踏み切った事が、インドとカナダの関係が改善する契機となった。インドの大規模な経済の自由化の方向性に向かった事は、カナダの政財界の注目の的になった。1996年1月、カナダのジャン・クレティエン首相は、2名の閣僚と300人の財界人から構成された外交使節団をインドに送った。1996年9月には、インドのインドラ・クマール・グジュラール外相がカナダを公式訪問した。1997年1月には、カナダのロイド・アクスワージー外相がインドを訪れ、パンジャーブ州およびハリヤーナー州の州都であるチャンディーガルにカナダ高等弁務官事務所が設置された。同じ年には、テロ対策に関するカナダとインドの作業部会が開かれるようになり、以降、毎年にわたり両国政府の複数の官庁による会合が行われている。1998年3月、カナダ総督のロメオ・ルブランが、国賓としてインドを訪問した。2009年11月には、スティーヴン・ハーパー首相がインドを公式訪問した。2007年以降、カナダ・インド財団は、カナダとインド両国間関係の発展を支援する取り組みを継続している。2010年6月、インドのマンモハン・シン首相は、トロントで開かれたG20サミットに出席するためにカナダを訪れた。

### 21世紀
2011年、両国政府の主導により、「カナダにおけるインドの年」とされた。この支援の中、カナダ・インド商工会議所は、インド政府との共催の形で同年6月にディアスポラ地域の会議として、「プラヴァシ ・バールティア・ティーヴァ」（Pravasi Bhartiya Divas）開催した。両国の政財界、医療、科学、慈善の分野から1,000人を超える人々が会議に出席した。それに続き同月には、国際インド映画アカデミー賞の授賞式がトロントで開かれた。

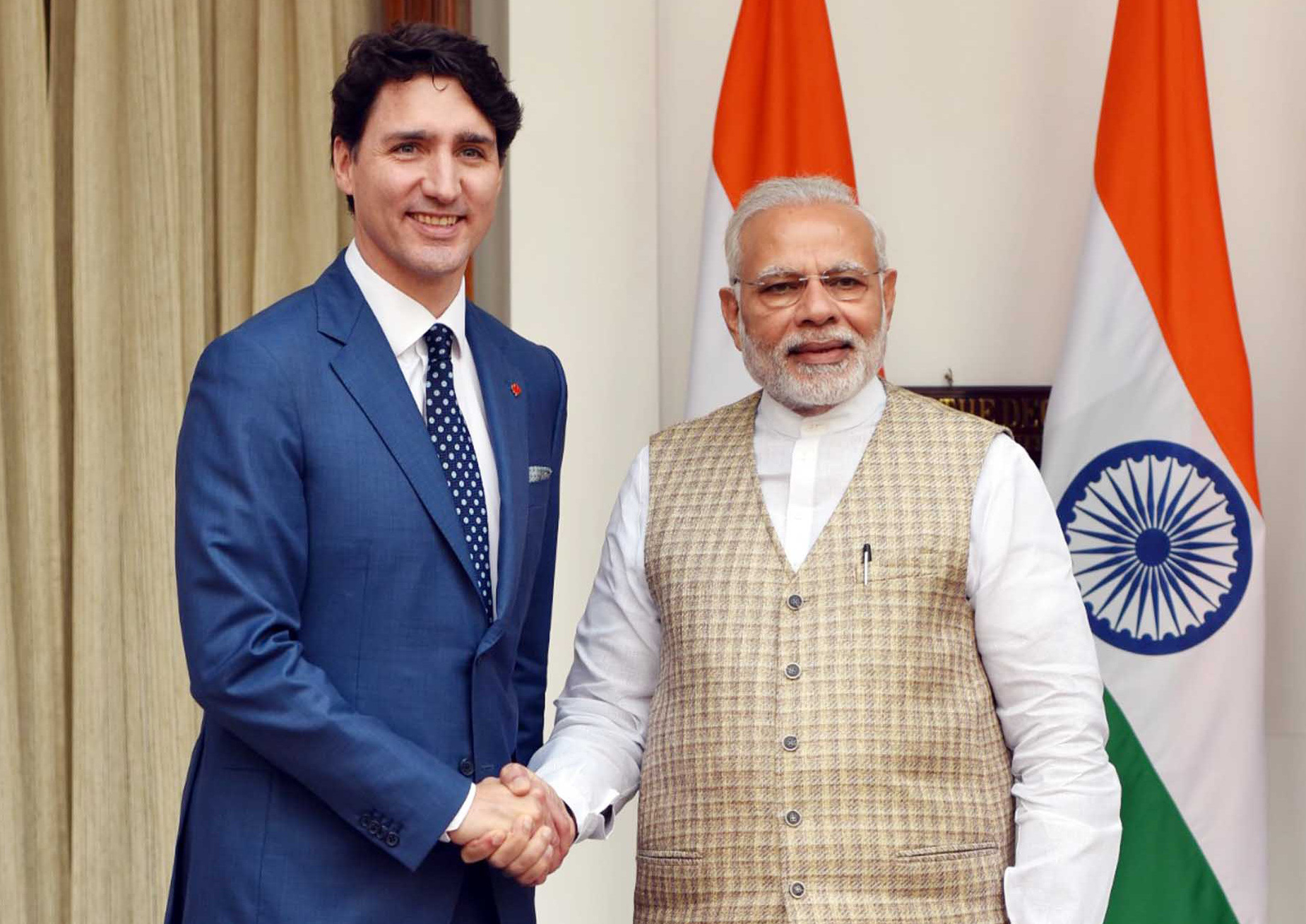
トルドーの公式訪問の際に撮影されたインドのモディ首相とカナダのジャスティン・トルドー首相、2018年

2018年2月、カナダのジャスティン・トルドー首相は、インドを公式訪問して1週間の間滞在したが、多くの政治評論家は、カナダがシーク教徒の分離主義者に融和的である事から訪問が失敗もしくは惨事だったと評した。2020年12月、トルドーは、農民の抗議運動に対するインド政府の対応に懸念を示した。トルドーは声明の中で「カナダは、常に平和的な抵抗者の権利を擁護する立場に立つ」と述べた上で「対話の過程」に対する支持を表明した。この声明に対し、インド外務省は「決して容認する事ができないわが国に対する内政干渉」であると応じた。

#### 2023年の外交危機
2023年9月にニューデリーで開かれたG20サミットの際、カナダとインド両国間の個別の首脳会談が行われる事はなく、立ち話による接触にとどまった。インドのナレンドラ・モディ首相は、カナダのジャスティン・トルドー首相に対し、カナダにおけるカリスタン運動に懸念を示したのに対し、トルドーは、インドがハーディープ・シン・ニジャールの殺害に関与していると非難した。両国の首脳のやりとりは緊張をはらんだ物となり、その影響は交渉中の通商協議にも及んだ。
その月の後半に、トルドーは庶民院でインド政府とニジャールの殺害を「潜在的に結びつける可能性がある信頼性が高い告発」に基づいて捜査していると述べたが、具体的な証拠は示さなかった。その後、両国の間の外交関係はさらに悪化し、インド・カナダ両国が共に相手国の高位級の外交官の追放を発表した。インドは疑惑を政治的動機に基づく「滑稽」な物であると否定した。9月20日、インド政府はカナダに滞在する自国民に対し、「反印活動の高まり」を理由として「最大限注意するよう」警告を発した。カナダのマーク・ミラー移民・難民・市民権大臣は、カナダが安全ではないとしたインドの警告を否定する声明を出した。9月21日、インドはカナダ人に対する査証の発給を当面の間停止した。2023年9月時点では、カナダはインド政府とニジャールの死の関連を示す何らの証拠も提示していない。ジャスティン・トルドーのカナダ政府が、インドの情報機関によるハーディープ・シン・ニジャールの殺害を非難した2日後の、9月22日金曜日、ブリティッシュコロンビア州のデイヴィッド・イービー首相は、カナダ安全情報局（CSIS）から受けた「説明」がインターネット上で自由に閲覧できる資料に基づいているとして、連邦政府が情報を隠蔽しているのではないかと「強く」考えると述べた。9月24日の日曜日、インド政府は、カナダ・アメリカ・イギリス・オーストラリアにおけるカリスタン運動の参加者を特定した上で、インドにおける資産の凍結や、インドへの再入国を防ぐためインドの海外市民権証を取り消すよう指示した。
ワシントン・ポストは、犯行現場となったシーク教寺院の監視カメラの映像と目撃者の証言に基づき、犯行は、それまでの報道よりも大規模かつ組織的な物であったと報じた。犯行には2台の車に分乗した少なくとも6人の男が関与した。この記事には、現場で犯行を目撃したシーク教徒による証言が含まれていて、犯人ら（2人はフード付きのスウェット姿だった）は、ニジャールに向けて50発の銃弾を発射し、そのうちの34発が命中したと述べた。インドのスブラマニヤム・ジャイシャンカル外相は、「外交問題評議会の議論」の中でインドの外交官に対する脅迫や公館に対する襲撃への懸念を表明し、政治的な理由で「大変見過ごされている」と述べた。また、彼は、インド政府はカナダ政府に対し、多くの犯罪者の引き渡しを要求しており、カナダの国外で活動する多くの犯罪組織指導者の膨大な情報を提供したと述べた。ジャイシャンカルは、トルドーの発言について、カナダがニジャール殺害に関する具体的な証拠を提示するなら、インドもそれに応じると明言した。
2023年9月28日、カナダ軍のサイトを含むカナダの複数のウェブサイトが改変される被害を受けた。「インディアン・サイバー・フォース」と称するインド支持者によるハッキングであると報じられた。いくつかのニュース報道は、カナダで行われた、カリスタン運動指導者ハーディープ・シン・ニジャール殺害の犯行は、インドとカナダの関係に楔を打ち込むため、パキスタンの情報機関である軍統合情報局（ISI）の関係者によって計画されたと主張している。さらに事情通は、ISIが、犯罪者をニジャール殺害に協力させるため、過去2年間にカナダに入国した犯罪者を支援するよう圧力をかけたとしている。ニジャールの殺害事件告発後の、9月28日木曜日、トルドーはモントリオールで、世界におけるインドの重要性は高まっており、カナダおよび同盟国がインドに「建設的かつ真面目」に向き合う事が「大変重要」であると述べた。同じ日、ハーディープ・シン・ニジャールの息子のハルラージ・シン・ニジャールは、6月18日に殺害される前日もしくは前々日を含め、父親が「週1度もしくは2度」カナダ安全情報局
の関係者と面会しており、殺害日の2日後にも面会の予定があったと述べた。ザ・エコノミック・タイムズ紙は、面会の回数を考えると、ニジャールはカナダ安全保障局の情報提供者だったのではないかと記事の中で報じた。
2023年10月3日、インドはカナダに対し、約40人の外交官を、10月10日までに国外退去させる事を求めた。インド人民青年戦線の全国書記であるテジンダー・ポル・シン・バッガ（Tejinder Pall Singh Bagga）は、X（旧Twitter）にニジャールがゲイだったという主張を投稿した。また、彼は、カナダのジャスティン・トルドー首相が、ある時期までニジャールを「好んでいた」が、後にニジャールが他の誰かのためトルドーと距離を置いた事が、彼の殺害の伏線になったのだろうと主張した。2023年10月19日、カナダ政府は、41人の外交官およびその家族がインドから出国しており、インドに残留するカナダの外交官が21名である事を認めた。カナダのメラニー・ジョリー外相は、インドによる外交官の追放は一方的な物であり、カナダがインドの外交官に同様の措置を行う事はないと認めた
。